# Prionospio dubia
Prionospio dubia is een borstelworm uit de familie Spionidae. De wetenschappelijke naam van de soort werd in 1961 gepubliceerd door Day.